# Lucas Gaday
Lucas Manuel Gaday Orozco (Luis Guillón, 20 februari 1993) is een Argentijns wielrenner die in 2023 voor Rower San Luis Continental uitkomt.

## Carrière
In 2014 werd Gaday achter Gastón Emiliano Javier tweede op het Argentijns kampioenschap op de weg voor beloften. In 2015 werd hij achtste in de wegwedstrijd voor beloften op het wereldkampioenschap.
In 2017 finishte Gaday als zeventiende in de laatste etappe van de Ronde van San Juan. In 2018 werd hij de derde en in 2022 de tweede op het Argentijns kampioenschap wielrennen op de weg.

## Overwinningen
2015
Gran Premio della Liberazione
2022
1e etappe Vuelta a Formosa Internacional

## Ploegen
2013 –  Buenos Aires Provincia
2014 –  Buenos Aires Provincia
2015 –  Unieuro Wilier
2016 –  Team Roth
2017 –  Los Cascos Esco-Agroplan
2022 –  Equipo Continental San Luis
2023 –  Rower San Luis Continental
Agostini · Arone · Beccaglia · Crespo · Espíndola · Ferrari · J.P.Gaday · L.Gaday · Pagani · Pereyra · Pérez · Tolosa
Agostini · Arone · Beccaglia · Crespo · Espíndola · Ferrari · J.P.Gaday · L.Gaday · Pagani · Pérez · Sivori · Tolosa
Baillifard · Baldo · Belda · Brüngger · Bussard · Cecchin · D'Urbano · Gaday · Janorschke · Jaun · Kohler · Krizek · Marguet · Page · Pasche · Pasqualon · Pires · Stüssi · Thalmann · Toffali · Tomio · Vaccher · Zampilli · Zordan
Aguirre · Antorena · Azzem · Boldú · Espindola · J. Gaday · L. Gaday · Sigura · Sosa